# ח
La jet, ḥet o heth (ח pronunciada en hebreo moderno como fricativa uvular sorda  /χ/ y en hebreo clásico como fricativa faríngea sorda /ħ/) es la octava letra del alfabeto hebreo y normalmente transcrita como ḥ. Equivale a la letra 𐤇 del alfabeto fenicio .

## Escritura
| Variantes ortográficas      | Variantes ortográficas      | Variantes ortográficas      | Variantes ortográficas | Variantes ortográficas |
| Varias fuentes de impresión | Varias fuentes de impresión | Varias fuentes de impresión | Cursivo                | Rashi                  |
| Serifa                      | Sans-serif                  | monoespaciado               | Cursivo                | Rashi                  |
| --------------------------- | --------------------------- | --------------------------- | ---------------------- | ---------------------- |
| ח                           | ח                           | ח                           |                        |                        |

## Pronunciación
En hebreo israelí moderno (y asquenazí, aunque no en la pronunciación estricta), la letra Ḥet (חֵית) tiene el valor sonoro de una fricativa uvular sorda (/χ/), como los fonemas antiguos de las letras Ḥet ח (/ħ/) y Khaf כ (/x/) se fusionaron, se convirtieron ambas en un sonido de consonante fricativa uvular sorda (/χ/). En fonologías asquenazíes más raras, se pronuncia como una fricativa faríngea sorda ( /ħ/).
La pronunciación original /ħ/) sigue siendo común entre  árabes israelíes y  judíos mizrahi (particularmente entre la generación anterior y cantantes populares mizrahi, especialmente  yemenitas), de acuerdo con las tradiciones judías orientales (ver, por ejemplo, hebreo mizrahi y hebreo yemenita).
La capacidad de pronunciar la letra árabe ḥāʾ (ح) correctamente como fricativa faríngea sorda /ħ/ se utiliza a menudo como shibboleth para distinguir a los hablantes de árabe de los que no hablan árabe; en particular, la pronunciación de la letra como /x/ se considera a menudo como característica de los judíos asquenazíes y griegos.
Ḥet es una de las pocas consonantes hebreas que puede hacer una vocal al final de la palabra. Esto ocurre cuando un pataj gnuva se encuentra debajo del Ḥet al final de la palabra. La combinación se pronuncia entonces /-aħ/ en lugar de /-ħa/. Por ejemplo: פָּתוּחַ (/ˌpaˈtuaħ/), y תַּפּוּחַ (/ˌtaˈpuaħ/).

## Variaciones
Ḥet, junto con Aleph, Ayin, Resh y He, no pueden recibir un dagesh. Desde el punto de vista de los  angloparlantes, las fricativas faríngeas son difíciles de pronunciar por lo que las palabras que los llevan pasan a tener /h/. Así challah (חלה), pronunciado por hablantes nativos de hebreo como /χala/ o /ħala/ se pronuncia /halə/ por la mayoría de los angloparlantes, que a menudo no pueden percibir la diferencia entre [h] y [ħ].
En gematria, Ḥet representa el número ocho.
En chat y redes sociales, la letra Ḥet repetida (חחחחחחחחחח) denota risa, al igual que en español "jajaja".

## Unicode
| Carácter      | ח                 | ח                 |
| ------------- | ----------------- | ----------------- |
| Unicode       | HEBREW LETTER HET | HEBREW LETTER HET |
| Codificación  | decimal           | hex               |
| Unicode       | 1495              | U+05D7            |
| UTF-8         | 215 151           | D7 97             |
| Ref. numérica | &#1495;           | &#x5D7;           |

- Datos: Q15162
- Multimedia: ח / Q15162